# Fissidens maschalanthus
Fissidens maschalanthus là một loài Rêu trong họ Fissidentaceae. Loài này được Mont. mô tả khoa học đầu tiên năm 1845.